# Leptosema daviesioides
Leptosema daviesioides är en ärtväxtart som först beskrevs av Porphir Kiril Nicolai Stepanowitsch Turczaninow, och fick sitt nu gällande namn av George Bentham. Leptosema daviesioides ingår i släktet Leptosema och familjen ärtväxter. Inga underarter finns listade i Catalogue of Life.